# Саткинская епархия

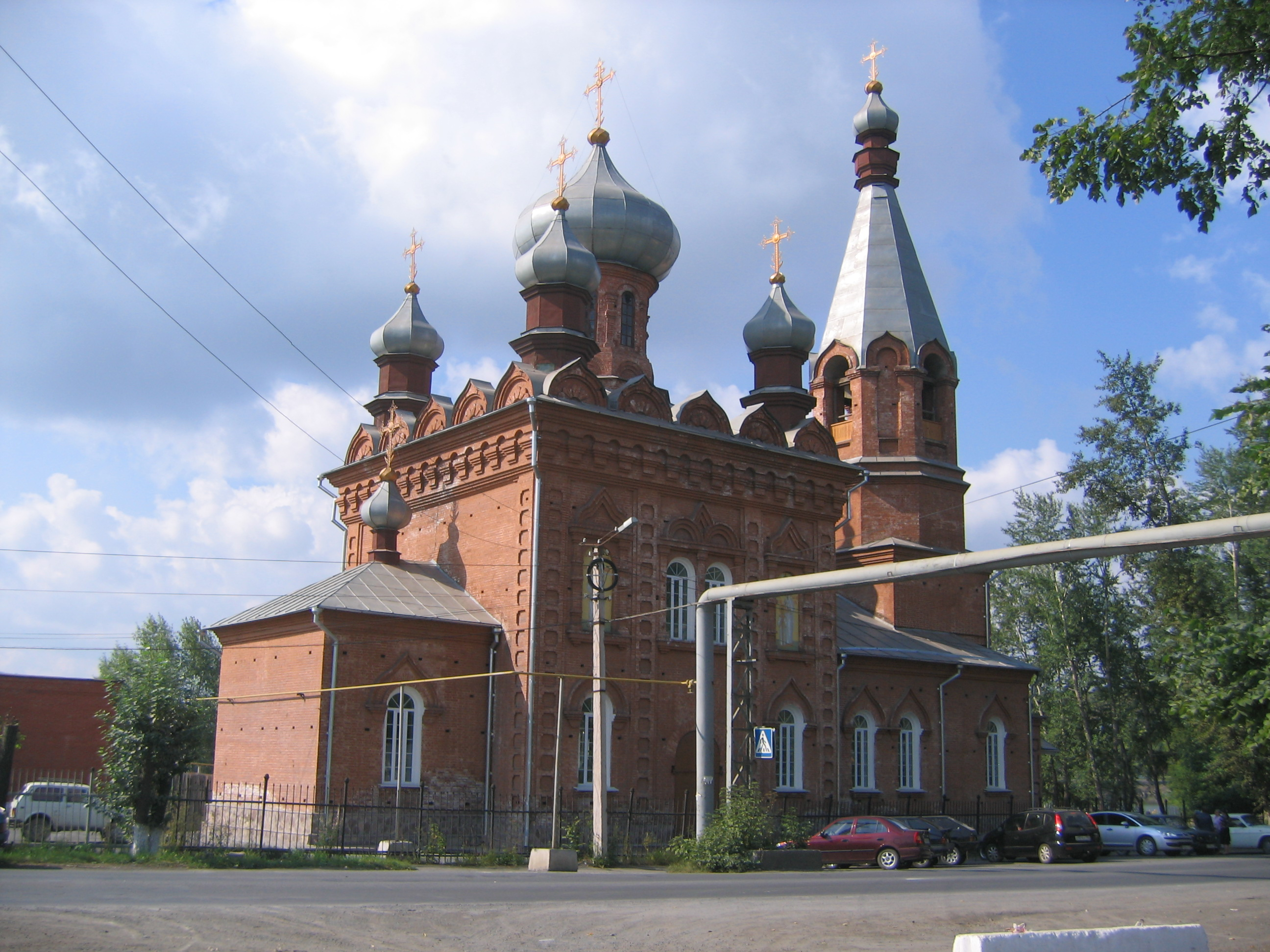
Никольская церковь в Сатке

Са́ткинская епа́рхия — единоверческая епархия, созданная для управления единоверческими приходами, располагавшимися на Урале.

## История
Учреждённый в 1849 году в Златоустовском уезде Воскресенский монастырь сыграл посильную роль в распространении единоверия среди беглопоповцев Саткинского, Белорецкого, Златоустовского и других горных заводов Урала, в подготовке единоверческих кадров. К началу XX века он превратился в духовный центр уральского единоверия. В это время в Сатке проживали до десяти тысяч человек. Насельники Воскресенского монастыря, единоверцы Сатки и других единоверческих приходов Уфимской и Мензелинской епархии участвовали во всероссийском ходатайстве о даровании единоверцам собственного архиерея, которое поступило в Святейший Синод в декабря 1905 года с приложением 120 приговоров крупных приходов.
7 марта 1918 года Поместный Собор Русской Православной Церкви учредил 5 единоверческих кафедр, в том числе Саткинскую, как единоверческое викариатство Уфимской епархии. Местопребыванием епископа был определён Златоустовский Воскресенский единоверческий монастырь, что близ Сатки.
По воспоминаниям архиепископа Андрея (Ухтомского), в январе 1919 году уфимские единоверцы избрали его единоверческим епископом Саткинским.
В литературе, приводятся весьма противоречивые сведения о единоверческих архиереях, носивших титул епископа Саткинского. Так, в книге М. Е. Губонина называются следующие архиереи: Петр (Гасилов) (3 января 1923 по 11 февраля 1924), Иоанн (фамилия и точная дата нахождения на кафедре неизвестны), Руфим (Троицкий) (1924—1929), Вассиан (Веретенников) (с 1927 по 27 ноября 1938). Протоиерей В. В. Лавринов в своих трудах упоминает только Петра (1923—24), Иоанна (1924—26) и Вассиана (1926—36). Эти данные не корреспондируются со сведениями из книги «Златоустовские купола» (сост.: Л. П. Заева и А. В. Козлов), в которой говорится об образовании Саткинской единоверческой епархии вследствие съезда единоверцев Златоустовского уезда, состоявшегося 22—23 марта 1924 года, и о приглашении на эту кафедру епископа Павла (Волкова) из Новгорода.
5 мая 1931 года Заместитель Патриаршего Местоблюстителя митрополит Сергий (Страгородский) письменно подтвердил, что епископ Саткинский Вассиан (Веретенников) находился в каноническом общении с Патриархией.
В 1933 году 13 единоверческих приходов Свердловской епархии были в подчинении у епископа Саткинского Вассиана (Веретенникова), остальные уральские единоверческие общины состояли в ведении архиереев, в чьих епархиях они находились.
29 декабря 1933 года указом Заместителя Патриаршего Местоблюстителя митрополита Сергия (Страгородского) епископу Вассиану было поручено управлять Керженской и Мстёрскими епархиями. При этом ещё в 1924 году в ведение Керженского епископа были переведены не только единоверческие приходы Нижегородской епархии, но и Никольский собор в Ленинграде, а также некоторые другие единоверческие храмы. Таким образом, в ведение Саткинского епископа переходили единоверческие приходы по всей стране.
11 марта 1937 года Патриарший Местоблюститель митрополит Сергий (Страгородский) постановил вследствие отсутствия (ареста) епископа Вассиана «управление единоверческими приходами в каждой епархии впредь до новых распоряжений передать местным архипастырям на общем основании», что должно было означать если не упразднение Саткинской кафедры, то по крайней мере потерю её единоверческого статуса.

## Епископы
- Андрей (Ухтомский) (январь 1919 — январь 1923) в/у, архиеп. Уфимский
- Петр (Гасилов) (3 января 1923 — 11 февраля 1924)
- Руфин (Брехов) (20 июня 1925 — 16 марта 1926)
- Вассиан (Веретенников) (20 сентября 1926 — 11 марта 1937)